# Seewalchen am Attersee
Seewalchen am Attersee is een gemeente in de Oostenrijkse deelstaat Opper-Oostenrijk, gelegen in het district Vöcklabruck. De gemeente heeft ongeveer 4800 inwoners.

## Geografie
Seewalchen am Attersee heeft een oppervlakte van 24 km². De gemeente ligt in het zuidwesten van de deelstaat Opper-Oostenrijk. Het ligt ten noordoosten van de deelstaat Salzburg en ten zuiden van de grens met Duitsland.
- Gemeinsame Normdatei: 4372319-6
- MusicBrainz: edc0a6dd-7750-453c-bb4e-cfab11097609
- Virtual International Authority File: 247810825